# PoGo

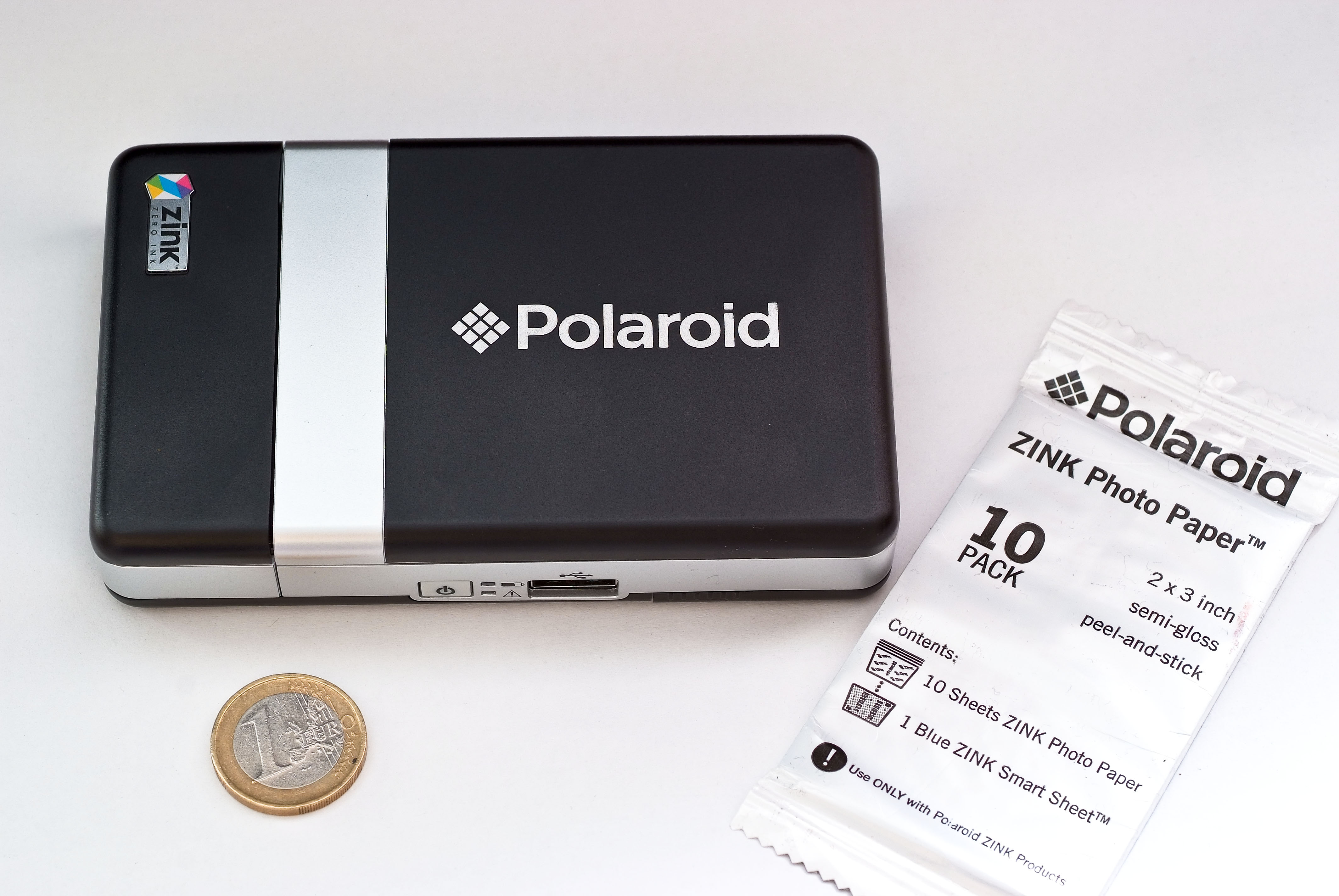
PoGo-Drucker von Polaroid.

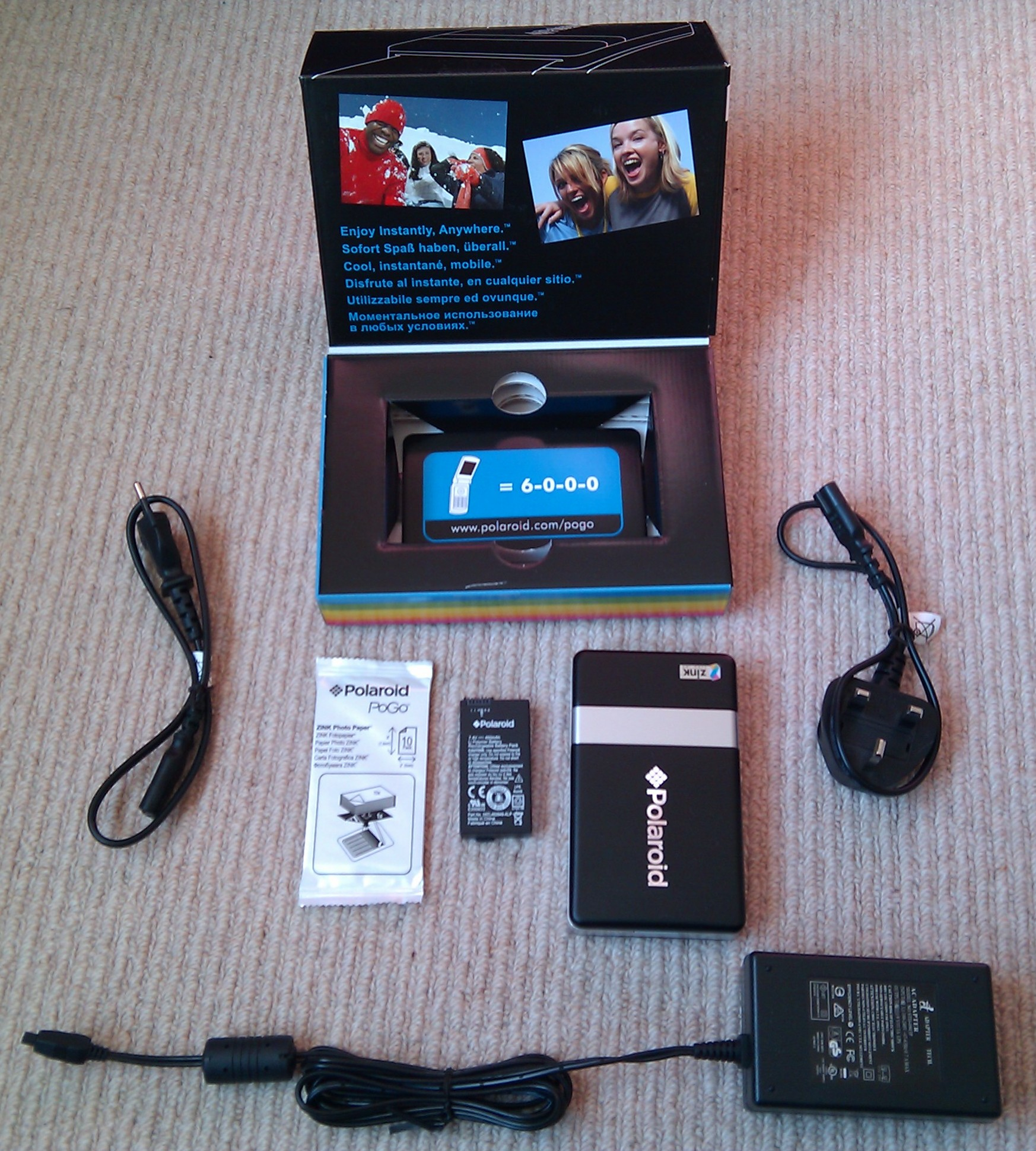
PoGo-Drucker mit Zubehör

Der PoGo (für englisch Printing on the Go, „Unterwegs drucken“) ist ein ultrakompakter mobiler Fotodrucker der amerikanischen Firma Polaroid, der auch als Sofortbild-Drucker bezeichnet wird.
Der PoGo wurde 2008 vorgestellt und arbeitet auf Basis der neuartigen Zink-Drucktechnik, die keine Tintenpatronen oder Farbkartuschen benötigt. Zink steht für „Zero Ink“ („Null Tinte“). Das speziell beschichtete Fotopapier enthält die Farbpigmente und wird durch Hitze entwickelt.
Der PoGo verwendet neben einem Netzteil einen austauschbaren Lithium-Ionen-Akku, mit dem er netzunabhängig 15 Fotos im Format 7,6 × 5 cm ausdrucken kann. Die Druckgeschwindigkeit beträgt ein Bild pro Minute. Papier gibt es in 10er und 30er-Packungen, und die Fotos haben auf der Rückseite eine Klebefläche, sind wasser- und reißfest.
Der PoGo kommuniziert über Bluetooth mit Fotohandys, und über USB 2.0 und PictBridge mit herkömmlichen Digitalkameras. Die Auswahl der Bilder erfolgt im Fotohandy oder der Digitalkamera. Die Bildqualität der Ausdrucke wurde als verhältnismäßig kontrastarm, unscharf und farbstichig beurteilt.